# Marea (groupe)
 (avril 2025).
Si vous disposez d'ouvrages ou d'articles de référence ou si vous connaissez des sites web de qualité traitant du thème abordé ici, merci de compléter l'article en donnant les références utiles à sa vérifiabilité et en les liant à la section « Notes et références ».
 (avril 2023).
Pour les articles homonymes, voir Marea.
Marea est un groupe de rock espagnol, originaire de Berriozar, en Navarre. Formé en 1997 par Kutxi Romero, il est considéré comme l'un des groupes de rock urbain les plus à succès. Il compte au total six albums studio, deux compilations, et un album live.

## Biographie

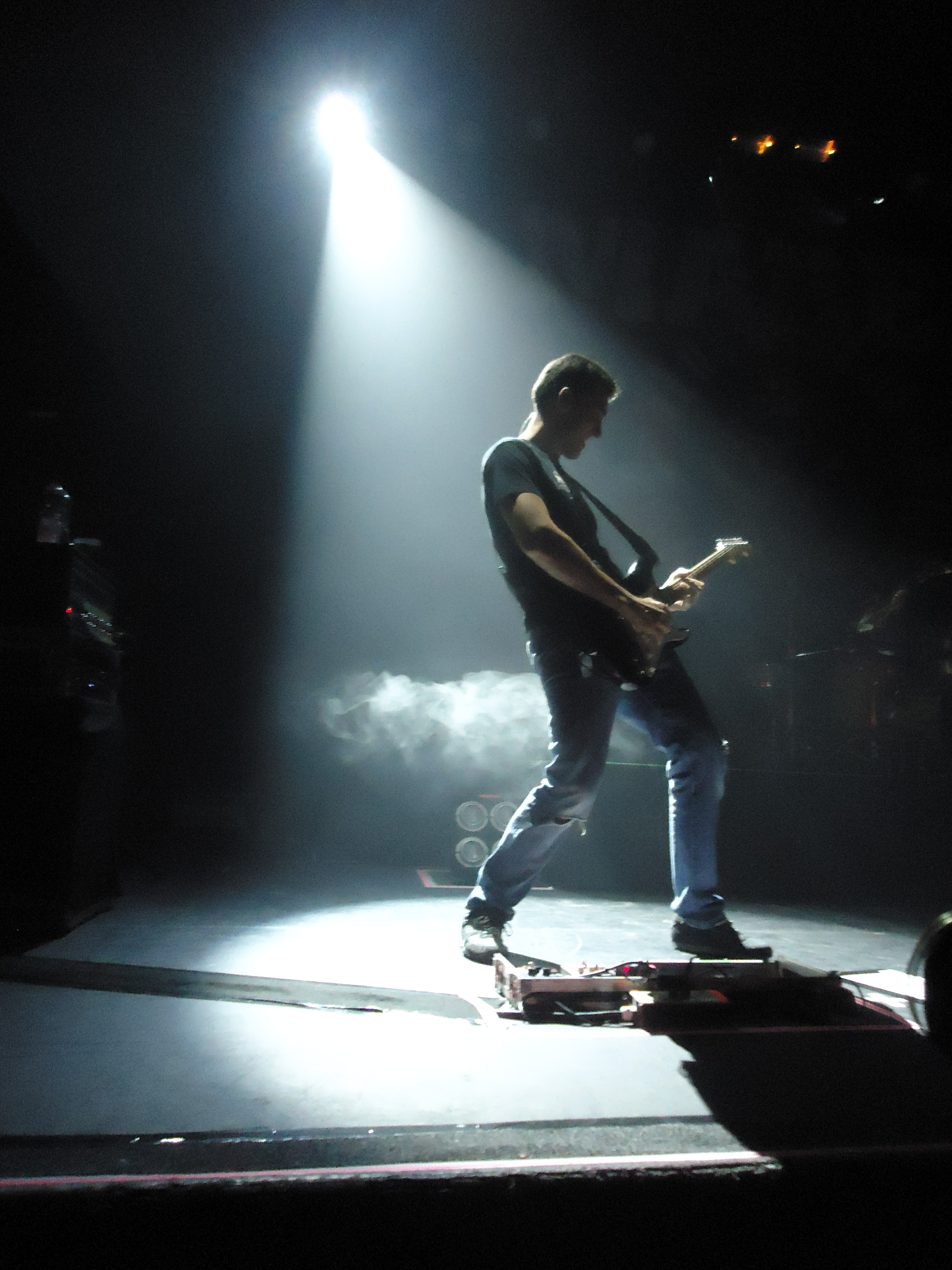
Kolibrí Diaz avec Marea en Uruguay en octobre 2012.

Vers l'hiver 1997, après avoir fait partie de plusieurs groupes de punk et de rock, Kutxi Romero décide de former son propre groupe de rock 'n' roll. Pour ce faire, il fait appel à Alén Ayerdi (ex-Begira) qui rejoint le projet. Il contacte Edu Beaumont (El Piñas), qu'il a rencontré il y a un an. Piñas n'avait jamais joué dans aucun groupe, mais Kutxi, qui était un grand ami, insiste pour faire partie du groupe en tant que bassiste. Piñas accepte et lui fait rencontrer Kutxi César Ramallo, qui plus tard sera l'un des guitaristes de Marea. David Díaz (Kolibrí), guitariste, incarne aussi le groupe.
À son origine, le groupe s'appelait La Patera, mais change après avoir enregistré son premier album, intitulé Marea, et après avoir découvert qu'un autre groupe s'appelait comme tel. Incapable de les convaincre de leur céder le nom, ils alternent le nom de leur groupe et le titre de leur album ; Marea publiera donc l'album La Patera.
Marea se lance dans une mini-tournée avec le groupe sévillan Reincidentes, et rencontre des groupes comme Narco et Los Porretas. Ensuite, ils jouent avec notamment Buitaker, Etsaiak, Soziedad Alkoholika, et La Polla.
Après avoir goûté au succès en 2001, et avec la sortie d'un deuxième album, Revolcón, le groupe se confronte à son label GOR Discos, auquel il est renvoyé et cherche un nouveau label. En février 2002, sous le commandement du guitariste Iñaki « Uoho » Antón (Extremoduro et Platero y Tú), ils commencent à enregistrer Besos de perro, leur troisième album. L'enregistrement se déroule chez Uoho pendant deux mois. Ils collaborent avec Robe (Extremoduro) et Fito (Platero y Tú et Fito y Fitipaldis), Martín Romero, (ancien chanteur de Bhatoo, chanteur de Bocanada et frère de Kutxi), Arantza Mendoza et beaucoup d'autres. L'album est publié le 22 avril 2002.
Après cinq ans sans repos, ils décident de faire une pause. Le 28 décembre 2002.
Le 27 septembre 2011 sort l'album En mi hambre mando yo.

## Membres
- Kutxi Romero - chant
- Eduardo Beaumont (Piñas) - basse
- César Ramallo - guitare électrique
- David Díaz (Kolibrí) - guitare électrique, acoustique
- Alén Ayerdi - batterie, chœurs

## Discographie
- 1999 : La Patera
- 2000 : Revolcón
- 2002 : Besos de perro
- 2004 : 28.000 puñaladas
- 2007 : Las Aceras están llenas de piojos
- 2011 : En mi hambre mando yo